# عقيل اعتمادي
عقیل اعتمادی (بالهولندية: Agil Etemadi)‏ (23 أبريل 1987 بطهران في إيران - ) هو لاعب كرة قدم هولندي في مركز حراسة المرمى. شارك مع منتخب هولندا تحت 21 سنة لكرة القدم. أما مع النوادي، فقد لعب مع نادي إيمن ونادي تراكتور سازي ونادي غرونينغن ونادي هيرنفين ونادي فيندام والمير سيتي.

## روابط خارجية
- عقيل اعتمادي على موقع قاعدة بيانات كرة القدم.إي يو (الإنجليزية)
- عقيل اعتمادي على موقع Soccerway.com (الإنجليزية)
- عقيل اعتمادي على موقع عالم كرة القدم.نت (الإنجليزية)